# 경원대학교
경원대학교(暻園大學校, Kyungwon University)는 경기도 성남시 수정구 성남대로 1342에 위치한 사립 대학이었다. 2012년 3월 2일, 가천의과학대학교와 통합되면서, 현재 가천대학교 글로벌캠퍼스로 변경되었다.

## 연혁
- 1978년 7월 5일 : 학교법인 경원학원 설립[1]
- 1982년 3월 : 1개 단과대학, 8개 학과 400명으로 구성된 4년제 경원대학교 개교
- 1987년 10월 23일 : 인문대학을 포함해 6개 단과대학을 갖춘 종합대학으로 승격 및 일반대학원 신설[2]
- 1992년 12월 17일 : 부속 서울한방병원 개원
- 1998년 12월 : 가천길재단(현 가천학원)이 경원학원 인수[3]
- 2001년 1월 11일 : 대한민국 내 최초로 소프트웨어대학 신설
- 2007년 3월 2일 : 경원전문대학과 통합[4]
- 2009년 4월 22일 : 부속 경원길한방병원 개원
- 2009년 12월 9일 : 학교법인 가천학원, 경원학원 법인통합 교육과학기술부 인가(통합법인명 '가천경원학원')
- 2011년 7월 11일 : 교육과학기술부 승인에 따라 가천의과대학교와 경원대학교의 통·폐합이 결정.[5]
- 2012년 3월 1일 : 통합 가천대학교 출범

## 캠퍼스
- 가천대학교 글로벌캠퍼스가 된 이후 IT 융합 및 바이오나노, 의료서비스 연계 의료관광, 지식정보화산업 등의 첨단분야를 특성화하고 있다.
- 2010년 10월 15일 준공된 비전타워는 대한민국 최대 지하캠퍼스(21,000여평)로 기록되어 있다.

## 사건사고
설립자인 김동석 박사가 교통사고로 사망하게 되어 아내 김 이사장이 약 1년 동안 잠시 경원학원을 운영하였지만, 지병으로 인해 재단을 내놓게 되었다.
1991년 예원학교와 서울예술고등학교를 운영하던 예음그룹 재단 산하로 들어가게 된다. 대기업 동아그룹 계열사인 예음그룹이 들어와 큰 성장을 주도하는가 싶었지만 1993년 당시 학교 내에서 설립자 추종 세력과 예음그룹 추종 세력끼리 갈등이 빚어져 결국 부정입학 사실이 드러나게 되었고 관계자들은 구속되었다.
1997년 IMF사태로 인해 계열사가 재정적 부담을 겪자 예음재단 최원영 이사장이 1997년 10월부터 1998년 3월까지 경원대와 경원전문대의 등록금 218억을 횡령하였다. 1998년 12월 7일 의료법인 길의료재단 이길녀 이사장이 경원학원을 인수하면서 사재 출연해 변제했다.
2012년 11월 29일, 최원영 前 경원학원 이사장이 미국 도피 14년만에 자수했고  검찰, 인천공항서 체포했다.

## 같이 보기
- 가천대학교